# مقاطعة سيمينول (أوكلاهوما)
مقاطعة سيمينول (بالإنجليزية: Seminole County)‏ هي إحدى مقاطعات ولاية أوكلاهوما في الولايات المتحدة الأمريكية.